# Nationale Orde van Verdienste (Brazilië)

Nationale Orde van Verdienste

De Orde van Nationale Verdienste (Portugees: "Ordem Nacional do Mérito") is een op 4 september 1946 ingestelde Braziliaanse Ridderorde. De Orde wordt uitsluitend verleend aan Brazilianen die zich voor Brazilië bijzonder verdienstelijk maakten.
De Orde kent vier graden:
- Grootkruis
- Grootofficier
- Commandeur
- Officier
- Ridder

Het lint van de Orde is rood met twee brede witte strepen.